# Rübezahl Schokoladen

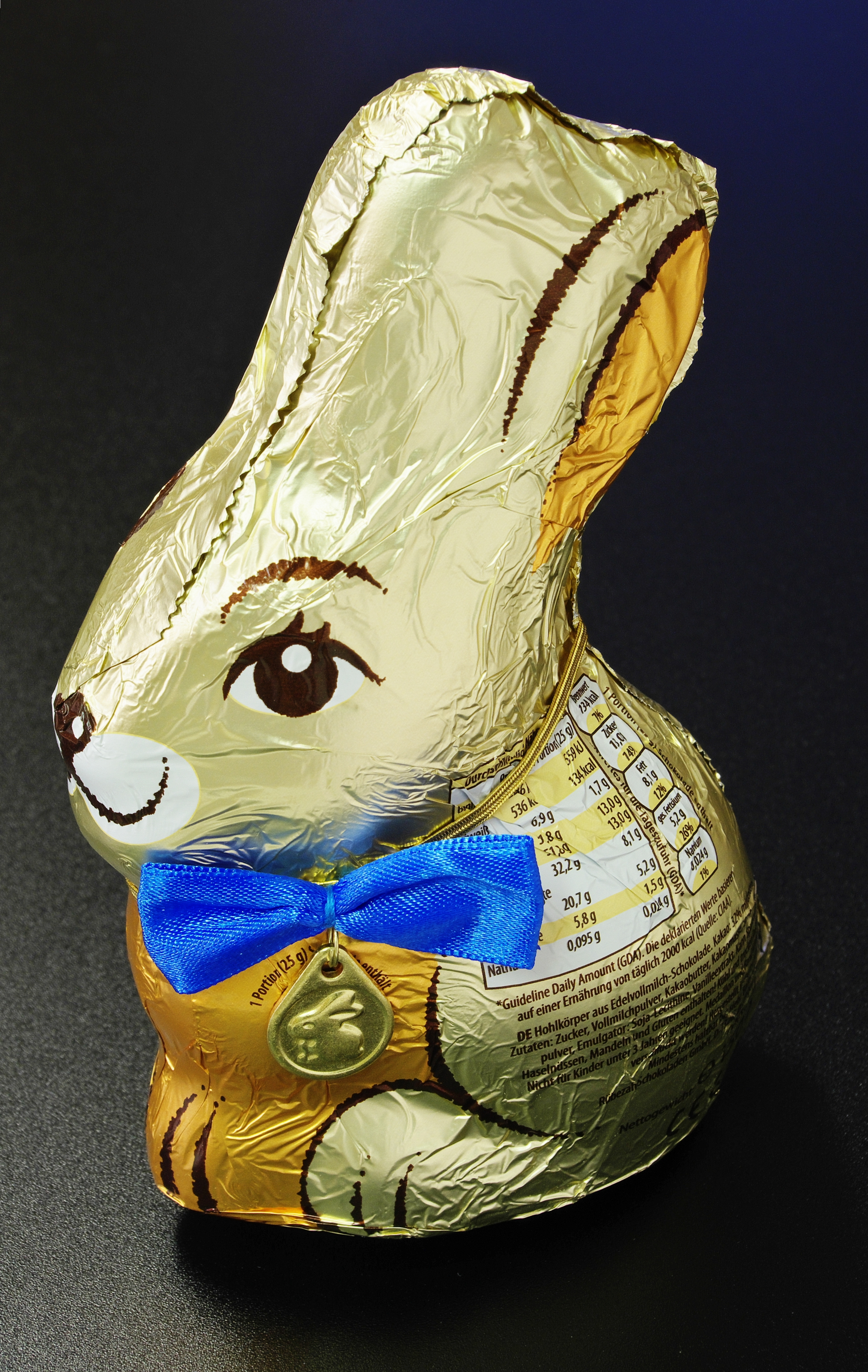
Schokoladenhase „Oster Phantasie“

Die Rübezahl Schokoladen GmbH ist ein deutscher Schokoladenhersteller mit Sitz in Dettingen unter Teck. Rübezahl ist einer der weltweit größten Hersteller von Schokoladenfiguren und ist als Tochterunternehmen der Gubor Schokoladen GmbH ein Teil der Rübezahl-Riegelein-Gruppe.

## Geschichte
Das Unternehmen wurde 1949 von Josef Cersovsky in Plochingen gegründet. Cersovsky stammte aus dem Riesengebirge und nannte sein Unternehmen nach dem Berggeist Rübezahl. Die Unternehmensführung liegt auch heute noch bei der Familie Cersovsky.
1953 erfolgte der Umzug nach Stuttgart-Plieningen und 1967 nach Dettingen unter Teck. 1989 wurde das im Konfiseriesegment tätige Unternehmen Koch aus Balingen übernommen.
2008 wurden von der Claus und Oliver Cersovsky GbR die Markenrechte von Gubor sowie die dazugehörigen Rezepturen und ein Teil des Maschinenparks von der Stollwerck GmbH erworben.
Pro Jahr produziert das Unternehmen über 100 Millionen Nikolaus- und Osterhasenfiguren, 40 % der Ware werden in mehr als 50 Länder exportiert. Ein Großteil der Produktion wird unter Handelsmarken verkauft. Rübezahl Schokoladen ist seit 2019 Bestandteil der Rübezahl-Riegelein-Firmengruppe und bietet ihre Produkte unter den Marken Riegelein, Sun Rice, Gubor, Friedel, Fanshop Sweets, Chocri und Eichetti an.
Anfang 2023 wurde bekannt, dass die 2014 von Riegelein übernommenen Online-Confiserie Chocri zum 30. April 2023 schließt.